# Mohawk River (New York)
Der Mohawk River ist ein Hauptwasserweg im Nord-Zentral-Teil des US-Bundesstaates New York.

## Flusslauf
Der Mohawk River entsteht nördlich von Rome am Zusammenfluss seiner beiden Quellbäche East Branch und West Branch Mohawk River. Er durchfließt im Anschluss das Delta Reservoir und die Stadt Rome und wendet sich nach Osten. Der Mohawk River wurde von Rome bis zu seiner Mündung zum Eriekanal ausgebaut und kanalisiert. Streckenweise gibt es Altwasserarme des ursprünglichen Flusslaufs.
Der Fluss fließt über 230 km von Oneida County in Richtung Ostsüdost, bis er nahe Albany in den Hudson River mündet. Die Städte Schenectady, Amsterdam, Utica und Rome wurden an seinen Gestaden errichtet. Der Fluss und sein zufließender Kanal, der New York State Barge Canal (heute bekannt als Eriekanal), verbinden den Hudson River und den Hafen von New York City mit den Großen Seen.
Größere Nebenflüsse des Mohawk River sind Ninemile Creek, West Canada Creek, East Canada Creek und Caroga Creek von links sowie der
Schoharie Creek von rechts.
Der Fluss war lange für den Transport und die Besiedlung nach Westen als Durchgang zwischen den zu den Appalachen gehörenden Gebirgszügen Allegheny-Plateau und Catskill Mountains südlich und Adirondack Mountains nördlich des Flusses wichtig. Das fruchtbare Tal zog auch frühe Siedler an. Einige wichtige Schlachten der Franzosen- und Indianerkriege und des Amerikanischen Unabhängigkeitskrieges wurde hier ausgefochten.
Während der frühen Westerweiterung der Vereinigten Staaten war der zwischen 1817 und 1825 gebaute Eriekanal eine wichtige Verbindung nach Westen, der dem Flussverlauf folgte oder ihn nutzte.
5 km vor der Mündung befindet sich bei Cohoes der 27 m hohe und 300 m breite Wasserfall Cohoes Falls (⊙).

## Schifffahrt
Der Mohawk River ist zwischen Rome und Waterford als Schifffahrtsstraße ausgebaut. Es befinden sich mehrere Schleusen entlang dem Flusslauf. Zu Details siehe Erie-Kanal.

## Wasserkraftanlagen
Am Mohawk River befinden sich mehrere Wasserkraftwerke. Zwei davon werden von der New York Power Authority (NYPA) betrieben.
Die Wasserkraftanlagen am Mohawk River in Abstromrichtung:
| Name               | Leistung in MW | Anzahl Turbinen | Lage | Betreiber          |
| ------------------ | -------------- | --------------- | ---- | ------------------ |
| Little Falls       | 13             | 2               | (⊙)  | Little Falls Hydro |
| Vischer Ferry      | 11,8           | 4               | (⊙)  | NYPA               |
| Crescent           | 11,6           | 4               | (⊙)  | NYPA               |
| School Street      | 38             | 5               | (⊙)  | Brookfield         |
| New York State Dam | 11,5           | 2               | (⊙)  | Boralex            |
| Fourth Branch      | 3              | 1               | (⊙)  | Boralex            |